# Siris
Siris (sardisk: Sìris) er en by og en kommune (comune) i provinsen Oristano i regionen Sardinien i Italien. Byen ligger i 161 meters højde og har 230 indbyggere (2016). Kommunen har et areal på 6,00 km² og grænser til kommunerne Masullas, Morgongiori og Pompu.